# Pan Africa
Pan Africa ist ein Jazzalbum von Derrick Gardner  & The Jazz Prophets. Die  2021 entstandenen Aufnahmen erschienen im Januar 2023 auf dem
Label Impact Jazz.

## Hintergrund
Derrick Gardners Ensemble The Jazz Prophets besteht seit 1991 und veröffentlichte 2005 das Album Slim Goodie. Das nachfolgende Pan Africa wurde inspiriert während einer fünfwöchigen Tournee des Trompeters durch Ghana. Zwischen den Auftritten besuchte Gardner wichtige historische Stätten im Zusammenhang mit dem transatlantischen Sklavenhandel, der Unabhängigkeit Ghanas und der panafrikanischen Bewegung. Dies hatte eine tiefgreifende Wirkung auf ihn und beeinflusste die Entstehungsgeschichte von Pan Africa. Das Album zeige die zentrale Integration der Jazz Prophets im Idiom des Jazz und seiner Wurzeln in traditioneller afrikanischer Musik, heißt es in den Liner Notes. Ein rhythmisches Motiv liegt im Zentrum jedes Tracks und fungiere als Puls, der jedes Mitglied der Jazz Prophets antreibt und vereint. Die Besetzung auf dem Album umfasst seinen Bruder Vincent Gardner an der Posaune, Robert Dixon am Alt- und Tenorsaxophon, George Caldwell am Klavier, Obasi Akoto am Bass und Kweku Sumbry an Schlagzeug sowie afrikanischer Perkussion (Sumbry eröffnet das Album mit einem langen Solo auf der Djembé).

## Titelliste
- Derrick Gardner  & The Jazz Prophets: Pan Africa

1. Djembe Kan 1:29
2. Appointment in Ghana (Jackie McLean) 5:09
3. 10,000 Ships 9:29
4. The Sixth Village 7:37
5. Highlife Suite 6:54
6. Blues for the Diaspora 7:30
7. Vicente, The Afro-Mestizo 7:36
8. NKRUMAH ‘da RULAH 7:21
9. Assin Manso…The Last Bath 10:47

Wenn nicht anders vermerkt, stammen die Kompositionen von Derrick Gardner.

## Rezeption
Philip Freeman zählte das Album in Ugly Beauty/Stereogum zu den besten Neuerscheinungen des Monats. Da es von einer Reise nach Ghana inspiriert wurde, sei es nicht verwunderlich, dass das erste Stück „Appointment in Ghana“ ist (was der Saxophonist Jackie McLean geschrieben und zunächst für dessen Album Jackie’s Bag von 1961 aufgenommen hatte). Es beginnt in einer hohen Tonlage, aber immer noch mit einer irgendwie traurig klingenden Fanfare von drei Bläsern und den Handtrommeln von Sumbry, bevor die ganze Gruppe in die straffe, eingängige Hardbop-Melodie übergeht. Dies sei ein großartiges Stück, und Gardner ein hochfliegender Trompeter, für den man ein offenes Ohr haben sollte.
Diese neun Tracks würden danach streben, verschiedene Facetten der afrikanischen Diaspora zu würdigen, schrieb Jim Hynes (Making a Scene). Ein rhythmisches Motiv liege stets im Zentrum jedes Tracks und fungiere als Puls, Dreh- und Angelpunkt, von dem aus jedes Sextettmitglied seine individuelle(n) Aussage(n) aufbaue. Der Schlussteil „Assin Manso … The Last Bath“ sei eine Hommage an Assin Manso, eine Stadt in der zentralen Region Ghanas. Die Stadt enthält den Assin Manso River, wo gefangene Afrikaner ihre letzten Bäder auf afrikanischem Boden nahmen, bevor sie zu den ghanaischen Sklavenverliesen von Elmina und Cape Coast marschierten. Kweku Sumbry beende das traurige Lied mit Djembe und Schlagzeug und schließe das Album mit einer besinnlichen Note ab – gleichzeitig feiere es die Lebendigkeit Afrikas und gedenke seiner dunkelsten Tage.